# Stelvio Cipriani
Stelvio Cipriani (20 de agosto de 1937 – 1º de outubro de 2018), também conhecido pelo pseudônimo Viostel, foi um compositor, maestro e pianista italiano, conhecido principalmente por seu trabalho em trilhas sonoras de filmes, especialmente os spaghetti westerns e os poliziotteschi.

## Biografia
Apesar de não ter sido criado em um ambiente fortemente musical, Cipriani desenvolveu desde cedo um fascínio pelo órgão de sua igreja local. Incentivado pelo padre, que também lhe deu suas primeiras aulas de música, Cipriani passou a estudar formalmente no Conservatório de Santa Cecília, em Roma, ingressando aos 14 anos de idade. Durante esse período, tocou em bandas de navios de cruzeiro, o que lhe permitiu conhecer o lendário músico de jazz Dave Brubeck. Ao retornar à Itália, passou a trabalhar como pianista acompanhante da cantora Rita Pavone. A estreia de Cipriani como compositor de trilhas sonoras para o cinema ocorreu em 1966, com o spaghetti western "The Bounty Killer". Ganhou maior reconhecimento com a trilha de "The Stranger Returns" (1967), também conhecido pelos títulos alternativos "A Man, a Horse, a Gun" e "Shoot First, Laugh Last", estrelado por Tony Anthony. Continuou compondo para outros spaghetti westerns e expandiu sua atuação para os filmes policiais italianos conhecidos como poliziotteschi.
Sua carreira prolífica no cinema italiano lhe rendeu o prêmio Nastro d'Argento de Melhor Trilha Sonora pelo filme "The Anonymous Venetian" (1970). Uma de suas composições mais conhecidas foi a trilha de "La Polizia Sta a Guardare" (1973), cujo tema principal foi reutilizado por Cipriani nas trilhas de "La Polizia Chiede Aiuto" (1974) e "Tentacoli" (1977). Essa faixa foi redescoberta pelo grande público em 2007, quando foi incluída no filme Death Proof, de Quentin Tarantino, e posteriormente utilizada no longa "Amer" (2009), de Hélène Cattet e Bruno Forzani. Em 1979, lançou a raridade "What Can I Do". Cipriani também compôs a trilha do filme "The Concorde Affair" (1979) e escreveu músicas para figuras religiosas; em uma entrevista de 2007, afirmou ter composto para o Papa João Paulo II e estar colaborando com o Papa Bento XVI na época.